# 埃劳
埃劳（德語：Erlau）是德国萨克森州的市镇，隶属于中萨克森县。总面积为37.83平方千米，截至2023年12月31日总人口为3,086人。